# Caetano de Messina
Frei Caetano de Messina OFM Cap., cujo nome de batismo era Santi Lentini (Messina, 15 de agosto de 1807 — Montevideo, 9 de janeiro de 1878), foi um religioso da Ordem dos Frades Menores Capuchinhos que realizou várias missões pelo Brasil no século XIX. Em virtude de sua vasta atuação missionária foi conhecido como «o missionário gigante».

## Biografia
Filho de Gaetano Lentini e Maria Panti, nasceu em Castanea delle Furìe, um distrito de Messina. Educado na fé cristã, realizou seus estudos elementares na cidade onde nasceu e continuado posteriormente no convento de Santo Antônio, em Messina, Sicília. Em 1836 realiza sua primeira profissão como frei e um ano mais tarde recebe das mãos do guardião o hábito da Ordem dos Frades Menores Capuchinhos, ocasião em que muda o nome de batismo para Gaetano, conforme costume religioso da época. Depois de ordenado sacerdote foi lecionar teologia e filosofia. Em 1837 quando o cólera devastou Castanea, assistiu os coléricos, animando os doentes e confessando os moribundos. 
Chegou ao Brasil em 1840 e realizou sobretudo campanhas na região Nordeste, tendo também missionado no Rio de Janeiro, Minas Gerais e São Paulo. Suas atuações eram múltiplas, e iam de restauração ou construção de igrejas e cemitérios, à perfuração de poços e irrigação de água, bem como edificação de colégios e hospitais. Na cidade de Bom Conselho, Pernambuco, fundou a Congregação das Irmãs Franciscanas de Nossa Senhora do Bom Conselho em 1853, presente ainda hoje em vários estados, dedicadas, especialmente à educação de crianças e jovens. 
Frei Caetano veio a falecer em Montevideo, no Uruguai, aos 71 anos. Em 27 de agosto de 1881, três anos após sua morte, seus restos foram transladados para a Igreja de São Sebastião (Rio de Janeiro), onde jaziam numa cripta. Aos 9 de janeiro de 1996, foram traslados para a Capela do Colégio da Nossa Senhora do Bom Conselho, cidade de Bom Conselho, Pernambuco. Ali as pessoas rezam e pedem sua intercessão, chegando a alcançar graças.

## Beatificação
No dia 31 de agosto de 2024, Dom Agnaldo Temóteo da Silveira, bispo da Diocese de Garanhuns, abriu oficialmente a causa de beatificação de Frei Caetano. A cerimônia de abertura do inquérito canônico da causa foi realizada durante uma missa presidida na Capela do Bom Conselho, lugar onde está sepultado.